# Stadswaag (Kortrijk)

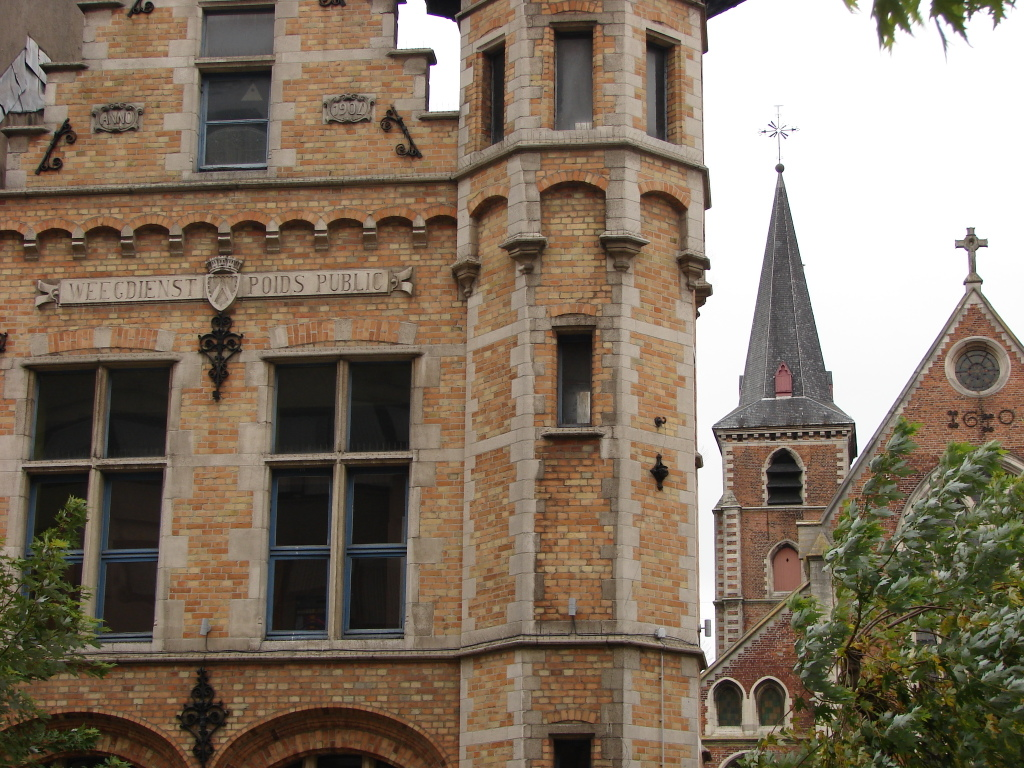
De stadswaag met op de achtergrond de Sint-Michielskerk

De Stadswaag van Kortrijk bevindt zich op de hoek van de Rijselsestraat en het Sint-Michielsplein in het centrum van de Belgische stad Kortrijk. In de stadswaag werden vroeger gewichten geijkt. Dit was een belangrijke dienstverlening in een stad waar onder andere de edelsmeedkunst bloeide.

## Geschiedenis
De weegbrug werd in 1840 op de westkant van het Sint-Michielsplein gebouwd en in 1889 naar de Rijselsestraat verplaatst, vlak voor de ijkdienst.
Op de westhoek van het Sint-Michielsplein werd in 1867 de École Industrielle ondergebracht. Nadat de Nijverheidsschool in 1897 naar de Sint-Janslaan verhuisde werd het huidige gebouw in 1904 opgericht in Vlaamse neorenaissancestijl.
Het elegante gebouw met een trapgevel en een achthoekige hoektoren is een van de beeldbepalende panden van het Sint-Michielsplein.
Van 1944 tot 1956 was het stijlzuiver pand een telegraafkantoor. Sinds 2007 is er in de voormalige stadswaag een horecazaak gevestigd.

## Trivia
- Omdat het kantoor van de reinigingsdienst er een tijdlang was ondergebracht, heette het gebouw tijdens de eerste helft van de 20e eeuw in de volksmond 'het Strontkasteel'.
- De toeristische dienst van de stad was tot 2005 in de stadswaag gehuisvest, tot ze verhuisde naar het streekbezoekerscentrum in de Groeningeabdij.